# Silene sobolevskajae
Silene sobolevskajae är en nejlikväxtart som beskrevs av S.K. Cherepanov. Silene sobolevskajae ingår i släktet glimmar, och familjen nejlikväxter. Inga underarter finns listade i Catalogue of Life.